# جون برنارد
جون برنارد (بالإنجليزية: John Bernard)‏ هو سياسي أمريكي، ولد في 6 مارس 1893 في فرنسا، وتوفي في 6 أغسطس 1983 في الولايات المتحدة. حزبياً، نشط في Farmer–Labor Party ‏ والحزب الشيوعي الأمريكي. وقد انتخب عضو مجلس النواب الأمريكي.